# کاشیک‌چی (آردانوچ)
کاشیک‌چی (به ترکی استانبولی: Kaşıkçı Ardanuç) یک منطقهٔ مسکونی در ترکیه است که در آردانوچ واقع شده‌است. کاشیک‌چی ۱۲ نفر جمعیت دارد.